# VBC-90突擊炮
VBC-90毫米輪式突擊炮是法國雷諾一款轮式突击炮，雷諾公司1970年代利用GIAT TS 90砲塔和激光测距仪結合裝甲車底盤生產此車，獲得法國陸軍採用，1979年在萨托里军械展览会（Satory Exhibition of Military Equipment）上首次展出。可发射法国地面武器工业集团的霰弹、榴弹、破甲弹、烟幕弹和翼稳脱壳穿甲弹，可載20發砲彈，汤姆逊无线电（Thomson-CSF）公司的卡纳斯达（Canasta）被动式夜视系统使炮长在夜间能搜寻到2000m内的目标并瞄准射击。適合裝甲偵察任務。
阿曼共订购了6辆，也装备SOPTAC11火控系统，于1985年交付使用。

## 變體
本車也可搭配多種砲塔，成為各種用途車輛
- 伊斯帕诺-絮扎（Hispano-Suiza）的山猫90炮塔（Lynx90）
- 法国地面武器工业集团的炮塔，装备81mm滑膛炮/迫击炮
- 塞吉·达索电子股份公司（ESD）TA-20防空炮塔，装备双联20mm机炮
- 90mm的SAMM公司的TTB190炮塔
- 90mm科拿戈（KEnerga）砲塔
- 比利时90mm梅卡（MECAR）90/46砲塔